# Ispán

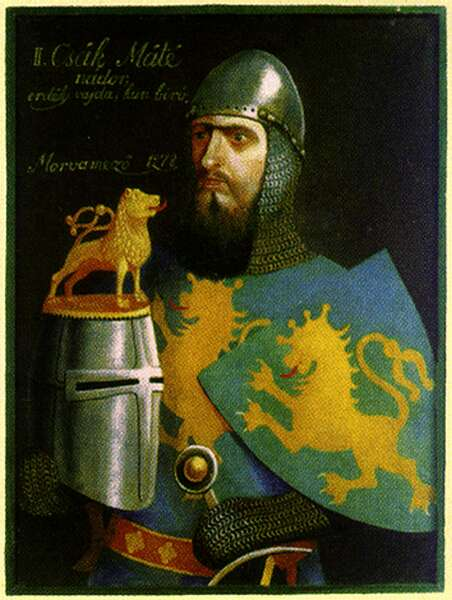
Máté Csák, ispán van verschillende comitaten op het einde van de 13e eeuw.

Een ispán (Latijn: comes, Nederlands ook wel: gespan) is een Hongaarse adellijke of bestuurlijke titel. Oorspronkelijk stond een ispán aan het hoofd van een gebied dat afhankelijk was van een burcht, te vergelijken met een burggraaf, sinds de 11e eeuw in het koninkrijk Hongarije. De meesten van hen waren terzelfder tijd ook het hoofd van een of meerdere zogenaamde comitaten of graafschappen, waarmee ze enigszins met gouwgraven te vergelijken zijn.
Vanaf de 13e eeuw lieten zij zich vertegenwoordigen door een zogenaamde onder-ispán (ook wel ondergespan; Hongaars: alispán, Latijn: vicecomes). Hoewel dezen steeds meer taken van de opper-ispán (ook wel oppergespan; Hongaars: főispán, Latijn: supremus comes) overnamen, bleef de opper-ispán de belangrijkste ambtenaar binnen het bestuur van het comitaat. In het geval van de eeuwigdurende gespannen was de functie ook erfelijk.
Sinds 1723 werd een onder-ispán verkozen door de raad van het comitaat, maar de edellieden die in deze raad zetelden konden slechts kiezen uit 4 kandidaten die door opper-ispán werden aangeduid. Na de Ausgleich van 1867 namen de onder-ispáns officieel de uitvoerende taken van het ispán-ambt over, terwijl de opper-ispans de belangrijkste wetgevende en toezichthoudende organen van de comitaten voorzaten.